# Bätterkinden
Bätterkinden – gmina (niem. Einwohnergemeinde) w Szwajcarii, w kantonie Berno, w regionie administracyjnym Emmental-Oberaargau, w okręgu Emmental. 

## Demografia
W Bätterkinden mieszka 3 288 osób. W 2020 roku 6,6% populacji gminy stanowiły osoby urodzone poza Szwajcarią.

## Transport
Przez teren gminy przebiegają drogi główne nr 12, nr 242 i nr 251.